# الحولين (إب)

تعديل مصدري - تعديل

الحولين هي إحدى قرى عزلة بلادشار بمديرية إب التابعة لمحافظة إب، بلغ تعداد سكانها 231 نسمة حسب تعداد اليمن لعام 2004.